# 密蔵院 (四日市市)
密蔵院（みつぞういん）は三重県四日市市にある高野山真言宗の寺院。山号は蟹築山（かにちくさん）。本尊は薬師如来。

## 歴史
当山は天長2年（825年）、弘法大師（空海）の創建によると伝えられる。その昔、海中より蟹が薬師如来を運び来り、当山に安置されたという故事により、本尊を「かに薬師」と呼び、大治田（おばた）の薬師さんと親しまれている。
天正年間（1573年 – 1592年）、織田信長配下の軍勢に攻められ、緒堂宇は焼失したが、幸いにも本尊と、弁財天は難を免れ、今日に守り継がれている。
現在の本堂は昭和50年（1975年）に再建されたもので、境内にある古風な建物の弁天堂には、七福神唯一の女神、弁財天が祀られており、当山は伊勢七福神霊場となっている。

## 境内
- 鐘楼堂
- 本堂 - 薬師如来・十二神将
- 不動堂 - 不動明王・毘沙門天
- 弁天堂 - 弁財天
- 大師堂 - 弘法大師
- 地蔵堂

## 所在地
- 三重県四日市市大治田2丁目-10-7

## 年中行事
- 2月8日 - 初薬師
- 毎月8日 - 薬師縁日・先祖供養護摩供
- 毎月28日 - 不動明王縁日・報恩感謝護摩供

## 周辺
- 日永の追分
- 光明寺 - 当寺院を兼務している。

## アクセス
- 四日市あすなろう鉄道内部線 追分駅より南東へ約600m。
- 国道1号：追分交差点（日永の追分）より南東へ約600m。
- 国道25号：大治田交差点より南東へ約400m。